# Djupa göl, Västergötland
Djupa göl är en sjö i Svenljunga kommun i Västergötland och ingår i Ätrans huvudavrinningsområde.